# これでわかった! 世界のいま
『これでわかった! 世界のいま』（これでわかった! せかいのいま）は、NHK総合テレビジョンで2015年4月5日から2021年3月28日まで生放送された国際情報番組である。当初の放送時間は毎週日曜日18:10 - 18:42だったが、2017年4月9日から最終回までは毎週日曜日18:05 - 18:42に放送されていた。

## 概要
これまで同時間帯で放送されていた『NHK海外ネットワーク』の内容を刷新して、普段の国際ニュースを見ていてもなかなか理解できない世界情勢や日本とのかかわり合いを、NHKの海外支局網を活かした取材や突飛な演出などによって解りやすく伝える。初代司会者にはNHKアナウンサーの井上裕貴、レギュラー出演者には坂下千里子を起用した。坂下の他にも週替わりでゲストが1名招かれる。また、新聞番組表ではスペースの都合もあり『これでわかった!』を削って『世界のいま』とだけクレジットされていた。
セットは学校の教室を模し、黒板アートや「Mr.シップ」というキャラクターが説明するアニメーション、立体的な仕掛けなどで解説する。番組後半では海外特派員のリポートや海外で流行している歌なども紹介する。開始から数か月はスタジオ風景を背景にしたオープニングアニメーションが存在したが、のちにオープニングアニメーションは廃止され、その回で取り上げる話題の映像にタイトルを乗せて始まるようになった。
中国地方では2018年まで天皇盃全国都道府県対抗男子駅伝競走大会のハイライト番組に差し替えるため、毎年1月第3日曜日放送分の本番組はネット返上としていたが、2019年以降はハイライト番組を編成せず、本番組を通常通りネット受けした。また、近畿地方でも2016年・2021年の1月17日放送分は当日で阪神・淡路大震災の発生から前者年となることに合わせた神戸放送局制作の報道特別番組に差し替えたためネット返上となった。また、以下の場合には全国一律で休止となった。
- 春の大型連休・お盆・年末年始（特集編成のため・前者は2018年、中者は2017年から）
- 2016年8月のリオデジャネイロオリンピック・2018年2月のピョンチャンオリンピック期間中（競技中継や関連番組を放送のため）
- 災害発生に伴う特設ニュース放送時（2017年9月18日の台風18号上陸、2018年9月30日の台風24号接近、2019年10月13日の令和元年東日本台風（台風19号）による豪雨災害、2020年9月6日の台風10号接近が該当）
- 2019年10月20日（18:20 - 19:10[2]に『ラグビーワールドカップ2019準々決勝 日本×南アフリカ』の直前特番を放送したため）
  - なお、前週にも令和元年東日本台風豪雨関連のニュースにより急遽休止となったため、事前の番組内での予告無く2週連続で放送休止となった[3]。
- 2020年4月5日（『国際報道2020』〈BS1で平日夜に放送の国際ニュース番組〉の特別編を放送したため[4]）

2017年4月9日より、18:00 - 18:10枠で放送されていた『NHKニュース』を、18:05までの放送に短縮するため、当番組の放送時間は5分繰り上げ・拡大となる18:05 - 18:42に変更された。また、同時期に初代司会者の井上が『NHKニュース7』の休日キャスターに起用されたため降板、同日からは後任として芳川隆一アナウンサーが登板した（2019年4月からは永井伸一アナに交代）。

## 番組の終焉
2021年2月10日にNHKが2021年度（令和3年度）の番組編成を発表した中で、後述する人権差別アニメーション問題の影響や同時間帯の民放番組に視聴率で大きく水をあけられていたことなどから、同年3月28日をもって番組終了することが明らかにされ、6年の放送に幕を閉じた。同年4月4日からは、後継番組として『海外ネットワーク』時代のような報道色の強い国際ニュース番組『ニュース地球まるわかり』を開始。キャスターは鹿児島放送局から異動した須田正紀記者と同年3月まで『クローズアップ現代+』を担当していた小山径アナウンサーが務めるほか、リポーターとして同年3月まで『NHKニュースおはよう日本』平日版5時台のキャスターを務めていた中山果奈アナウンサーを起用した。
なお、終了時の司会者だった永井伸一は番組終了後、松山放送局に異動となり、2021年4月から金曜夜に四国地方で放送されているローカル報道番組『四国らしんばん』のキャスターに就任した。
だが、その『ニュース地球まるわかり』も2022年春の編成抜本見直しにより改編対象となり、同年3月20日をもって終了。同年4月以降、日曜18:05 - 18:43枠は娯楽番組枠に転換されたことから、2003年4月の『海外ネットワーク』開始以来19年間続いてきた週末夕方の国際報道番組シリーズは終止符を打った。

## 出演者

### 番組終了時の出演者
- 永井伸一（当時NHK東京アナウンス室所属局員、2019年4月7日 - ）
- 坂下千里子（2015年4月5日 - ）
- Mr.シップ（声：宝亀克寿）
この番組のキャラクターである。船長をイメージしたキャラクターで、語尾に「ヨーソロー」（ようそろ）とつく。
坂下を「千里子」と呼んでいる。
ゲストに対しては「〜さん」と呼ぶ中で一部の常連ゲスト(準レギュラー)には例外の呼び方をする事もある。
2019年度から担当になった永井に関しては公式ツイッター上を含めて「伸さん」と呼び、これまで担当していたアナウンサーも別呼称だった(過去の出演者欄にて)。

### 準レギュラー（ゲスト）
- パトリック・ハーラン (Mr.シップからは勿論「パックン」と呼ばれている。)
- 高橋真麻 (Mr.シップからは「真麻ちゃん」と呼ばれていた。しかし結婚した以降は「さん」に変わっている。)
- 武井壮
- サヘル・ローズ

### 音楽
- 高田耕至   （2015年4月-現在）

同局では当番組の他に『海外ネットワーク』 『首都圏ネットワーク』 『BS列島ニュース』の音楽も担当。

### 過去の出演者
いずれも東京アナウンス室所属（出演当時）
- 井上裕貴（2015年4月5日 - 2017年4月2日）「裕貴」と呼ばれていた。
- 芳川隆一（2017年4月9日 - 2019年3月31日、現・札幌放送局所属）「よしよし」と呼ばれていた。

## 不祥事

### 問題を指摘された事項
2020年6月7日の放送回で「拡大する抗議デモ アメリカでいま何が」と題して、同年5月からアメリカ各地で発生している人種差別に抗議するデモや発端となった警官による黒人の殺害などについて解説をしたが、同番組にて使用した後に番組の公式Twitterに掲載したCGアニメーションについて、視聴者から「問題の実態を正確に表していない」などという様な批判が寄せられた。
ブルームバーグやガーディアンといった海外のマスメディアを始め、駐日アメリカ合衆国臨時代理大使のジョセフ・ヤングも公式Twitterのアカウントで「侮辱的で無神経」と反応を示した。
この事態を受けて、NHKはホームページ上において、日本語と英語で謝罪、同アニメーションの掲載の取りやめと常時同時配信・見逃し配信サービスのNHKプラスでの見逃し配信の停止という対応をとった。
NHKは「いただいたご意見・ご批判を、今後の番組制作に生かしていくとともに、人権を尊重し、取材や制作のあらゆる過程で細心の注意を払うよう取り組んでまいります」とのコメントを発表。その後、翌週14日の放送回冒頭において永井が経緯説明を行ったほか、番組責任者として報道局国際部長の田端祐一が出演し、視聴者に陳謝。番組公式サイト上でも同様の謝罪文を掲載した。また、当時のNHK会長の前田晃伸も同月11日の記者会見において、「報道機関としては当たり前だが、人権を尊重するということを徹底させていきたい」と述べ、謝罪すると共に全ての部局に対して注意喚起したことを明らかにしている。